# ملکه ویکتوریا
ملکه ویکتوریا (به انگلیسی: Queen Victoria) یا الکساندرینا ویکتوریا (به انگلیسی: Alexandrina Victoria) (۲۴ مهٔ ۱۸۱۹ – ۲۲ ژانویهٔ ۱۹۰۱) از ۲۰ ژوئن ۱۸۳۷ تا پایان عمر، ملکهٔ پادشاهی متحد بریتانیای کبیر و ایرلند بود. همچنین، از ۱ ژانویهٔ ۱۸۷۷ تا پایان عمر، امپراتریس هند بود.
ویکتوریا، ۶۳ سال و ۷ ماه و ۲ روز بر امپراتوری بریتانیا سلطنت کرد. وی از لحاظ طول دوره زمامداری، پس از نبیرهٔ پسری‌اش، الیزابت دوم، در تمام تاریخِ بریتانیا دومین دورهٔ طولانی سلطنت را داراست. این عهد که دورهٔ ویکتوریایی نامیده می‌شود، با گسترش عظیم امپراتوری بریتانیا همراه و با اوج انقلاب صنعتی مصادف بود؛ عصری از تغییرات عظیم اجتماعی، اقتصادی و فناوری در بریتانیا. ویکتوریا همچنین آخرین فرمانروا از دودمان هانوفر بود.
او دختر شاهزاده ادوارد آگوستوس، دوک کنت و نوه شاه جرج سوم بود که هر دو در سال ۱۸۲۰ فوت کردند و ویکتوریا تحت سرپرستی دقیق مادرش پرنسس ویکتوریا بزرگ شد. در سن ۱۸ سالگی، با مرگ عمویش ویلیام چهارم، سلطنت را به ارث برد. در آن زمان نظام پادشاهی مشروطه بود و شخص پادشاه قدرت سیاسی کمی در دست داشت اما ملکه ویکتوریا در خفا تلاش می‌کرد تا بر سیاست‌های دولت و وزیران تأثیر بگذارد. به‌طور کلی، او تبدیل به یک نماد ملی شد که به استانداردهای دقیق شخصی شناخته می‌شد.
ویکتوریا در سال ۱۸۴۰ با پسر دایی خود شاهزاده آلبرت ازدواج کرد. فرزندان آنها با خانواده‌های سلطنتی و بزرگ در سرتاسر قاره اروپا ازدواج کردند و ویکتوریا به عنوان «مادربزرگ اروپا» شناخته می‌شود و همچنین باعث گسترش هموفیلی بین خانواده‌های سلطنتی اروپایی شد. پس از مرگ آلبرت در سال ۱۸۶۱، ویکتوریا به عزاداری عمیقی فرورفت و از حضور در مقابل مردم خودداری می‌کرد. در نتیجهٔ انزوای او، جمهوری‌خواهی در انگلستان به‌طور موقت محبوبیت و موفقیتی به دست آورد، اما در نیمه دوم سلطنت، ویکتوریا محبوبیت خود را بازیافت. ویکتوریا در سال ۱۹۰۱ در جزیره وایت درگذشت. پس از او پسرش با نام ادوارد هفتم به پادشاهی رسید.
ویکتوریا، پیش و پس از ملکه‌شدن، نزدیک به ۷۰ سال خاطرات خود را می‌نوشت که از این حیث میان زمامداران دنیا رکوردار است.

## تولد و خانواده

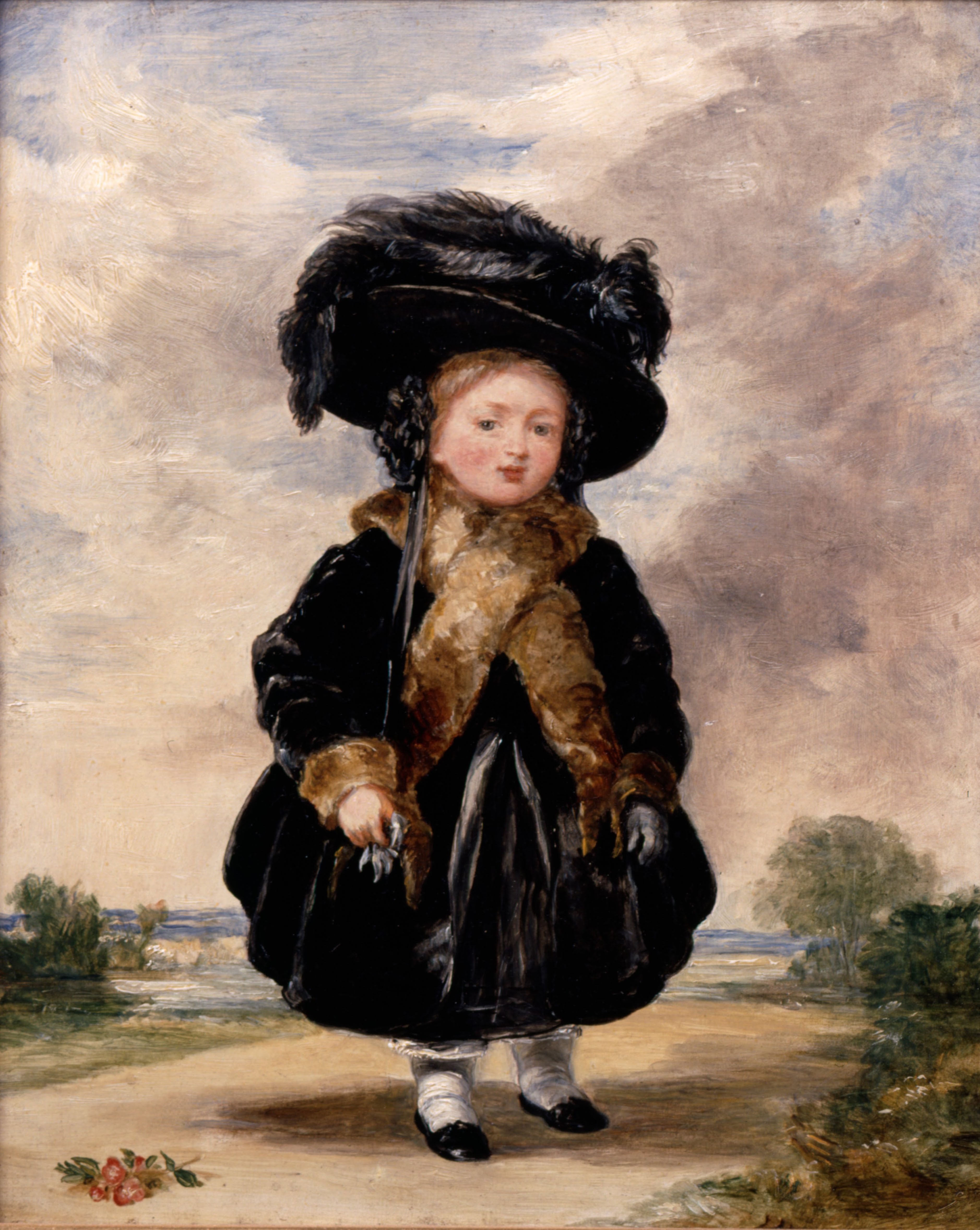
پرتره ویکتوریا در چهار سالگی اثر استفان پوینتز دنینگ، ۱۸۲۳

پدر ویکتوریا، شاهزاده ادوارد، دوک کنت و استراثارن، فرزند چهارم پادشاه بریتانیا، جرج سوم بود. تا سال ۱۸۱۷، برادرزاده ادوارد، شارلوت، شاهدخت ولز، تنها نوه مشروع جرج سوم بود. مرگ او در سال ۱۸۱۷، یک بحران جانشینی را به وجود آورد، و باعث فشار بر دوک کنت و برادرانش شد، که ازدواج کرده و صاحب فرزند شوند. در سال ۱۸۱۸ او با شاهدخت ویکتوریای ساکس-کوبرگ-سالفلد ازدواج کرد، یک شاهزاده‌خانم المانی بیوه با دو فرزند از ازدواج اولش با پرنس لاینینگن به نام‌های کارل (۱۸۰۴–۱۸۵۶)، فئودورا (۱۸۰۷–۱۸۷۲). برادرش لئوپولد (بعدها به پادشاهی بلژیک رسید)، با شاهدخت شارلوت ازدواج کرد. دوک و دوشس کنت تنها یک فرزند داشتند، ویکتوریا که در ۲۴ ژانویه ۱۸۱۹ در ساعت ۴:۱۵ دقیقه صبح در کاخ کنسینگتون در لندن متولد شد.
ویکتوریا در ۲۴ ژوئن ۱۸۱۹ به‌طور خصوصی توسط اسقف اعظم کانتربری، چارلز منرز غسل تعمید داده شد.
ویکتوریا در زمان تولد پس از چهار فرزند ارشد جرج سوم پنجمین نفر برای جانشینی او بود: جرج، شاهزادهٔ ولز (جرج چهارم)، فردریک، دوک یورک و آلبانی، ویلیام، دوک کلارنس (ویلیام چهارم) و پدر ویکتوریا، ادوارد، دوک کنت. جرج هیچ فرزند زنده‌ای نداشت، دوک یورک هم صاحب فرزند نبود، به علاوه هر دو از همسرانشان جدا شدند و فرزند قانونی و مشروع نداشتند. دوک کلارنس و دوک کنت در سال ۱۸۱۸ ازدواج کرده بودند اما هر دو دختر مشروع دوک کلارنس در کودکی فوت کرده بودند. اولین آنها شاهزاده شارلوت، در ۲۷ مارس ۱۸۱۹ متولد و از دنیا رفت، و دو ماه پس از ان ویکتوریا به دنیا آمد. پدر ویکتوریا در ژانویه ۱۸۲۰ درگذشت، زمانی که ویکتوریا کمتر از یک سال سن داشت. یک هفته بعد پدربزرگش مرد و عمویش جرج با نام جرج چهارم پادشاه بریتانیا شد. ویکتوریا حال سومین نفر پس از دوک یورک و کلارنس برای جانشینی بود. دختر دوم دوک کلارنس به نام پرنس الیزابت کلارنس، ۱۰ دسامبر ۱۸۲۰ متولد شد، ولی فقط دوازده هفته زندگی کرد و در تاریخ ۴ مارج ۱۸۲۱ فوت کرد.
دوک یورک در سال ۱۸۲۷ فوت کرد. هنگامی که جرج چهارم در سال ۱۸۳۰ فوت کرد، برادرش دوک کلارنس با عنوان ویلیام چهارم پادشاه شد و حال ویکتوریا وارث مقدر بود.
مجلس در سال ۱۸۳۰ قانون ویژه‌ای را برای مادر ویکتوریا به عنوان نایب السلطنه ویکتوریا تصویب کرد زیرا ویکتوریا هنوز کوچک بود و پس از مرگ ویلیام چهارم او ملکه بریتانیا می‌شد. پادشاه ویلیام به دوشس، مادر ویکتوریا، به عنوان نایب السلطنه اعتماد نداشت، و در سال ۱۸۳۶ اعلام کرد که خود او تا زمان ۱۸ سالگی ویکتوریا به عنوان نایب السطنه اوست.

## تاج و تخت

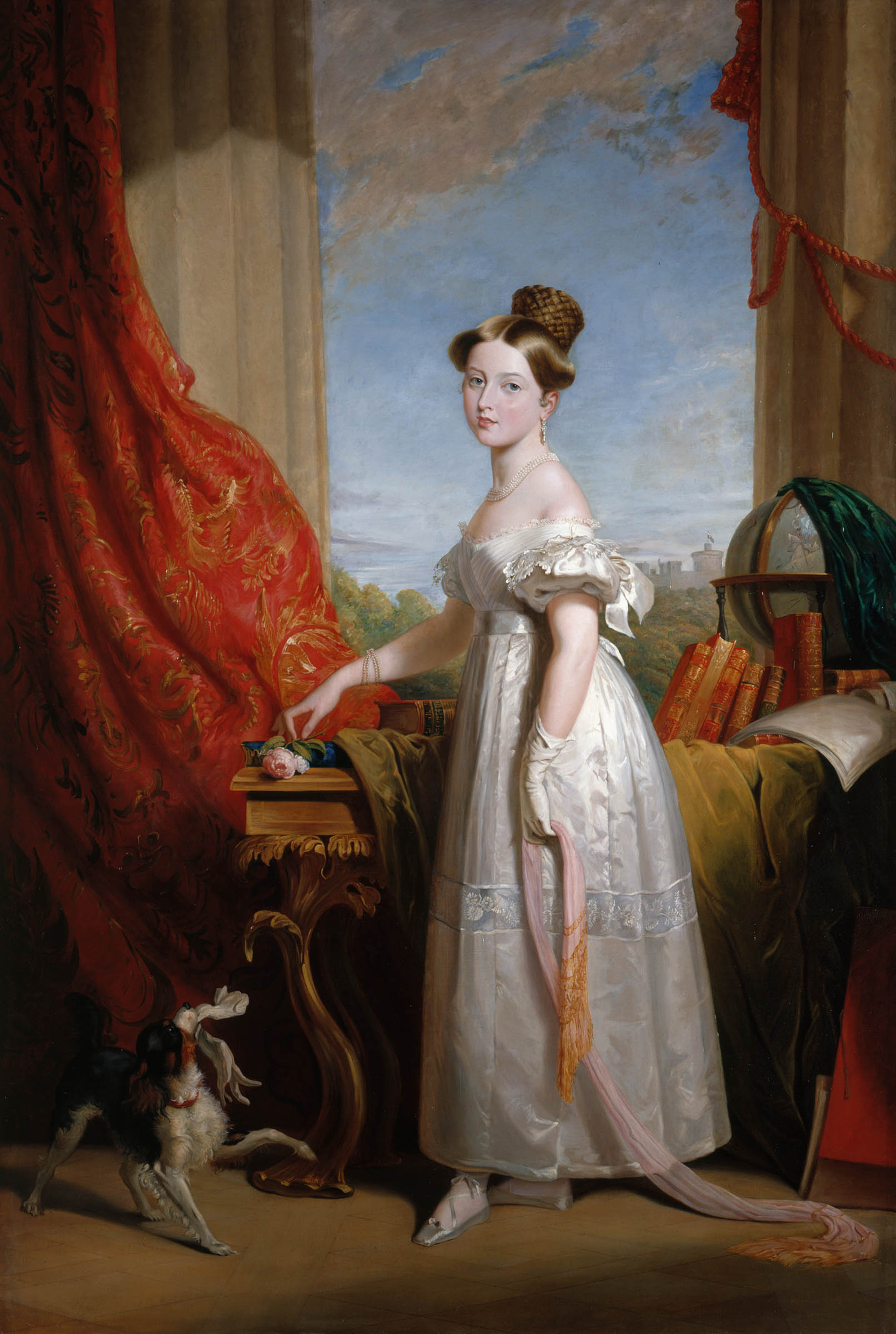
پرتره ویکتوریا اثر جرج هیتر، ۱۸۳۳

ویکتوریا بعدها دوران کودکی خود را «خسته کننده» توصیف کرد. مادرش بسیار محافظه کار بود و ویکتوریا تا حدودی جدا از دیگر بچه‌ها بزرگ شد، تحت تأثیر سیستم کنزینگتون، که مجموعه ای از قوانین و پروتکل‌های بلند پرواز و سختگیرانه ای بود که توسط دوشس و پیشخدمت مخصوص او سر جان کنوری، که شایعه شده بود معشوقه دوشس است، برقرار شده بود.
این سیستم مانع از این شد که شاهزاده خانم، با افرادی که مادرش و کنوری آنها را نامطلوب (از جمله اکثر افراد خانواده پدرش) می‌نامیدند، ملاقات کند، و به گونه ای طراحی شده بود که ویکتوریا ضعیف و وابسته به آنها شود. دوشس از دربار دوری می‌کرد زیرا با حضور فرزندان نامشروع پادشاه ویلیام به او تهمت زده می‌شد. ویکتوریا هر شب در یک اتاق خواب با مادرش می‌خوابید، مدرسان خصوصی در یک جدول زمانی منظم به او آموزش می‌دادند، و اوقات فراغتش را با عروسک‌ها و سگ محبوبش، دش می‌گذراند. دروس او شامل فرانسوی، المانی، ایتالیایی و لاتین بود، اما او در خانه فقط انگلیسی صحبت می‌کرد.

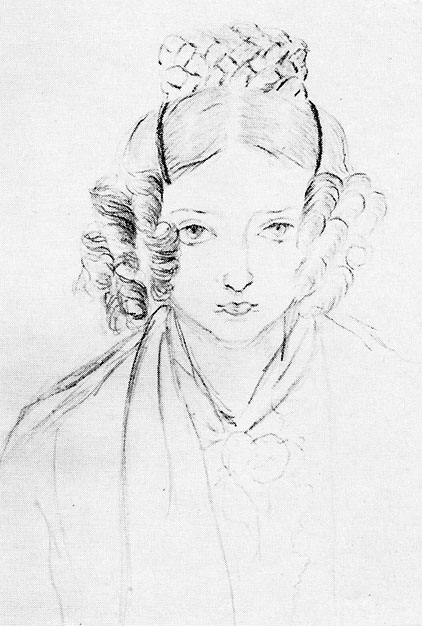
خودنگاره، ۱۸۳۵

در سال ۱۸۳۰، دوشس کنت و کنوری، همراه با ویکتوریا به مالورن هیلز سفر کردند و در طول مسیر در عمارت‌های بزرگ توقف می‌کردند. و سفرهای مشابه به مناطق دیگر انگلیس و ولز در سالهای ۱۸۳۲، ۱۸۳۳، ۱۸۳۴ و ۱۸۳۵نیز انجام دادند. با وجود دلخوری و ناراحتی شاه ویلیام، ویکتوریا در هر یک از ایستگاه‌های سفرش با شور و شوق توسط مردم مورد استقبال قرار می‌گرفت. ویلیام سفرها را با سفرهای سلطنتی مقایسه کرد و از اینکه ویکتوریا را به عنوان رقیب و جانشین خود فرض می‌کرد ناراحت و نگران بود. ویکتوریا این سفرها را دوست نداشت، سفرهای مداوم و ملاقات‌های عمومی باعث خستگی و بیماری او شد، و زمان کمی برای استراحت وجود داشت. ویکتوریا نارضایتی شاه را بهانه کرد اما مادرش ان را ناشی از حسادت ویلیام عنوان کرد و ویکتوریا را مجبور به ادامه سفرها کرد. اکتبر ۱۸۳۵ در رامس‌گیت، ویکتوریا دچار تب شدیدی شد، که در ابتدا کنوری ان را بهانه‌گیری کودکانه عنوان کرد، در حالی که ویکتوریا بیمار بود. دوشس و کنوری تلاش می‌کردند تا ویکتوریا را مجبور کنند که کنوری را به عنوان منشی خصوصی خود انتخاب کند. ویکتوریا همانند یک نوجوان در برابر تلاش‌های مداوم مادرش و کنوری برای انتصاب وی به عنوان منشی خصوصی خود مقاومت کرد و هنگامی که ملکه شد، او را از حضور در دربار منع کرد، اما کنوری در خانه دوشس ماند.
در سال ۱۸۳۶، برادر دوشس، لئوپولد، که از سال ۱۸۳۱ پادشاه بلژیک بود، امیدوار بود ویکتوریا با برادرزاده‌اش، شاهزاده آلبرت ساکس کوبورگ و گوتا ازدواج کند. لئوپولد با هدف آشنایی و معرفی ویکتوریا به آلبرت، مادر ویکتوریا را برای دیدار از بستگان کوبورگی اش در ماه مه ۱۸۳۶ به آنجا دعوت کرد. ویلیام چهارم از ازدواج هر فرد کبروگی با ویکتوریا راضی نبود و در عوض از شاهزاده الکساندر هلند، فرزند دوم، ویلم دوم پادشاه هلند طرفداری می‌کرد. ویکتوریا از این برنامه‌های مختلف آگاه بود و رژه شاهزادگان واجد شرایط را ارزیابی می‌کرد. با توجه به دفتر خاطرات ویکتوریا، او از ابتدا، از معاشرت با آلبرت لذت می‌برد. پس از ملاقات با البرت او در دفتر خاطراتش نوشت: آلبرت بسیار خوش تیپ است، موهای او تقریباً به رنگ موهای من است، چشم‌های او بزرگ و آبی است، و بینی زیبایی دارد و دهانی بسیار بامزه با دندانهای سالم و خوب دارد، اما چهره ای بسیار باجذبه دارد که بسیار دلفریب است. اما از سوی دیگر شاهزاده الکساندر را بسیار ساده توصیف کرد.
ویکتوریا برای دایی خود لئوپولدو نوشت، که او همیشه، او را «بهترین دوست و مشاور» می‌دانسته است. و از او سپاس‌گزار است «برای چشم‌انداز خوشبختی بزرگی که به من هدیه داده‌ای، با معرفی آلبرت عزیز (...) او تمام خصوصیات عالی و مطلوب جهت خوشحال کردن من را دارد. او بسیار حساس، بسیار مهربان و دوست داشتنی است. علاوه بر این، او لذت بخش‌ترین و جذاب‌ترین شخصی است که من تاکنون ملاقات کرده‌ام». با این حال، در سن ۱۷ سالگی و با وجود اینکه به آلبرت بسیار علاقه‌مند بود، ویکتوریا آماده ازدواج نبود. اما آنها تصور می‌کردند که علاقه آنها به یکدیگر به مرور زمان روی خواهد داد.

## سال‌های اولیه سلطنت

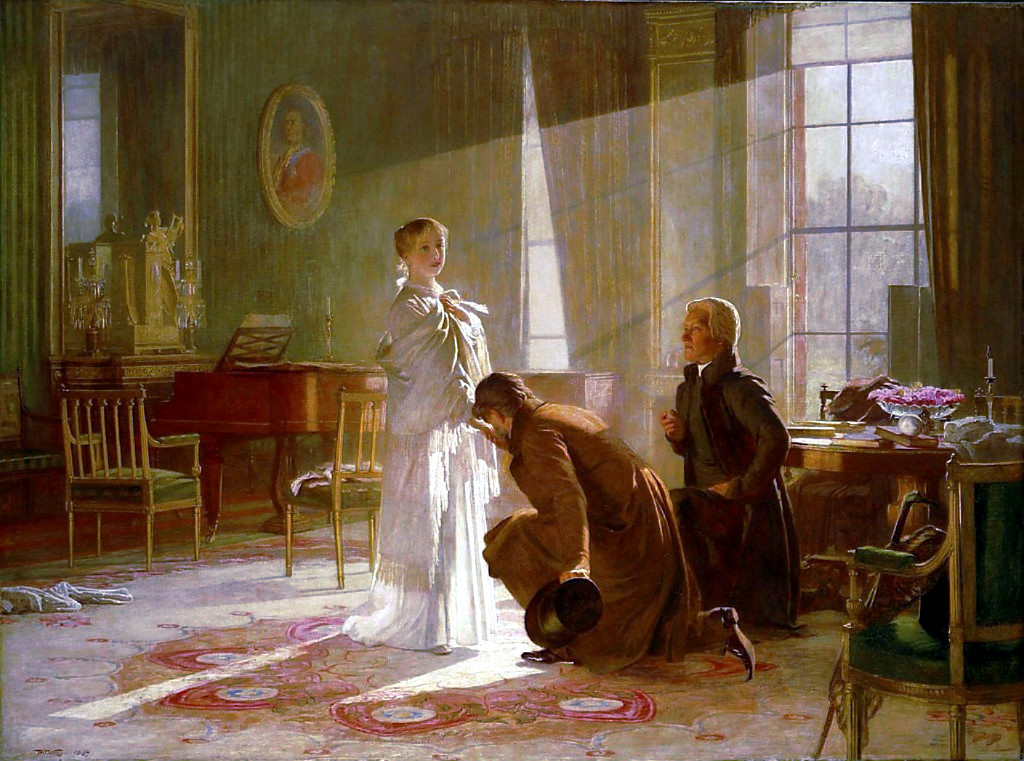
ویکتوریا در مقابل لرد کانینگهام (سمت چپ) و اسقف اعظم کانتربری در حال شنیدن اینکه ملکه شده است، اثر هنری تنورث ولز، ۱۸۸۷

در ۲۴ مه ۱۸۳۷ ویکتوریا ۱۸ ساله شد و دیگر نیازی به نایب السلطنه نبود. کمتر از یک ماه بعد، در ۲۰ ژوئن ۱۸۳۷، ویلیام چهارم در ۷۱ سالگی درگذشت، و ویکتوریا ملکه بریتانیا شد.
در دفتر خاطرات خود نوشت: "من ساعت ۶ صبح توسط ماما از خواب بیدار شدم، که به من گفت اسقف اعظم کانتربری و لرد کانینگهام اینجا هستند و می‌خواهند تو را ببینند. من از رختخواب خارج شدم و وارد اتاق نشیمن شدم (با لباس خواب) و به تنهایی آنها را دیدم. لرد کنینگام سپس به من گفت عموی بیچاره من، پادشاه، دیگر نیست، و امروز ۱۲ دقیقه از ساعت ۲ بامداد گذشته او فوت کرده است، و به تبع آن من ملکه هستم. اسناد رسمی تهیه شده در روز اول سلطنت وی، او را الکساندرینا ویکتوریا ذکر می‌کرد، اما به درخواست ویکتوریا نام اول او دیگر مورد استفاده قرار نگرفت.
از سال ۱۷۱۴، بریتانیا به‌طور مشترک پادشاهی هانوفر در المان را نیز دارا بود و پادشاه انگلیس پادشاه هانوفر نیز بود، اما طبق قانون سالیک زنان از جانشینی و پادشاهی هانوفر محروم شدند. در حالی که ویکتوریا تمام سرزمینهای بریتانیا را به ارث برد و ملکه همه آنها شد، برادر کوچکتر پدرش، دوک کامبرلند، پادشاه هانوفر شد. او نیز وارث مقدر بود وهیچ فرزندی نداشت.
در زمان تحویل سلطنت به ویکتوریا، دولت توسط نخست‌وزیر حزب ویگ، لرد ملبورن رهبری می‌شد.

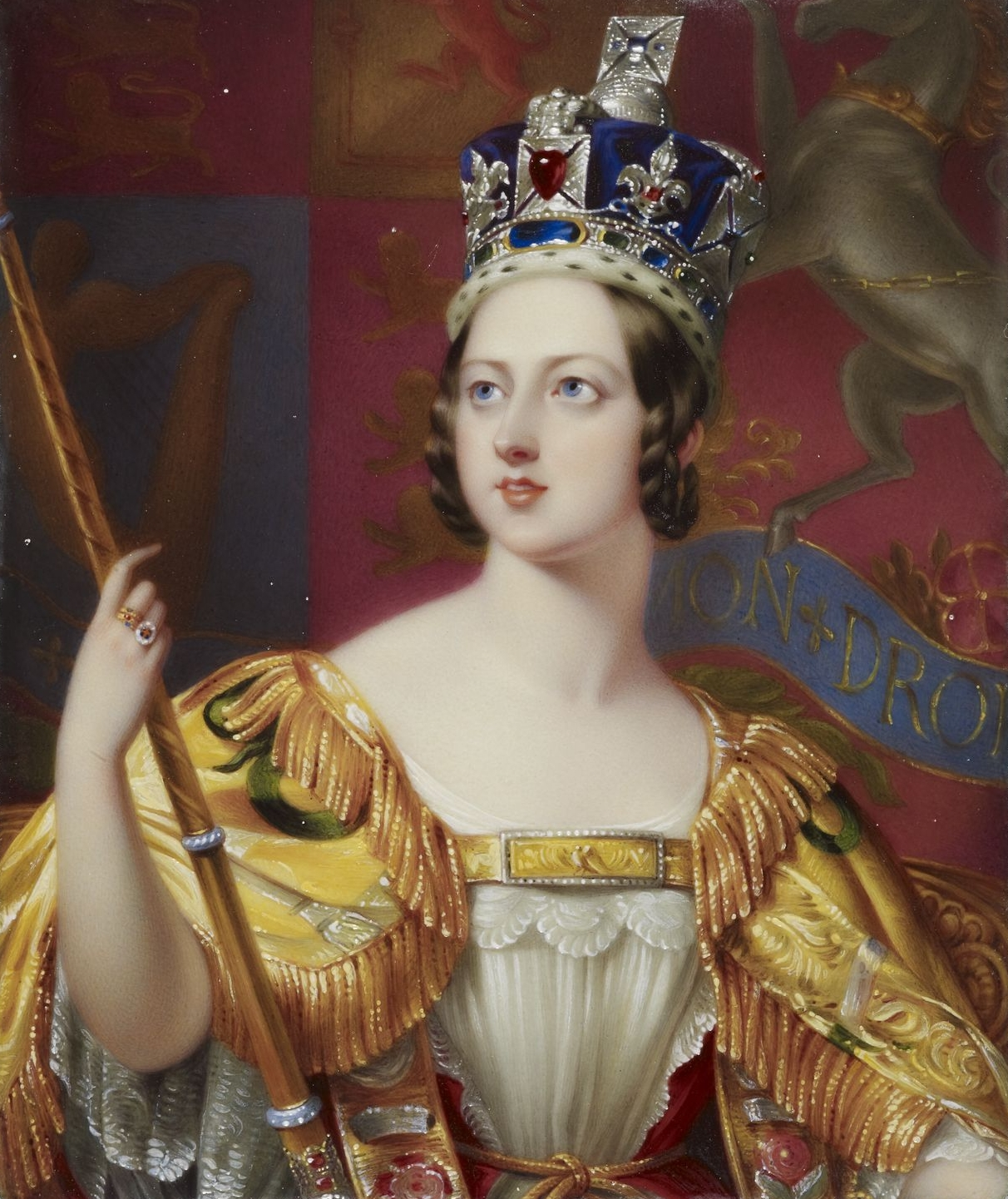
پرتره تاج گذاری اثر جرج هاتر

نخست‌وزیر، لرد ملبورن، از ابتدا تأثیر زیادی بر ملکه که تازه قدرت سیاسی را به دست آورده و بی تجربه بود گذاشت، و دائماً برای مشاوره و راهنمایی به او کمک می‌کرد. چارلز گرویل معتقد بود که، از آنجا که لرد ملبورن فرزندی نداشت، ویکتوریا را مانند دخترش دوست داشت، و احتمالاً ویکتوریا او را به عنوان پدر می‌دید. تاجگذاری ملکه ویکتوریا در ۲۸ ژوئن ۱۸۳۸ در کلیسای وست‌مینستر انجام شد. بیش از ۴۰۰ هزار میهمان برای جشن به لندن آمدند. او اولین حاکمی بود که در کاخ باکینگهام اقامت گزید. و لنکستر و کورنوال را به ارث برد، همچنین سالیانه مبلغ ۳۸۵ هزار پوند از دولت دریافت می‌کرد. او با برنامه‌ریزی معقولانه اقتصادی بدهی‌های پدرش را نیز پرداخت کرد.
در آغاز سلطنت ویکتوریا محبوب بود. اما شهرت او در یک دسیسه درباری در سال ۱۸۳۹ خدشه دار شد، وقتی یکی از خانمهای ندیمه مادرش، لیدی فلور هستینگز، شکمش برآمده و بزرگ شد به طوری که همه جا شایع شده بود که به علت رابطه داشتن با جان کنوری باردار شده است. ویکتوریا فکر کرد که این شایعات درست است. او از کنوری متنفر بود، و از عمل شرم آور لیدی فلورا نیز متنفر شد زیرا لیدی فلورا نیز در سیستم «کنزینگتون» با کنروی و دوشس کنت همکاری کرده بود. در ابتدا، لیدی فلور از اینکه معاینه پزشکی شود خودداری کرد، تا اینکه در اواسط ماه فوریه سرانجام موافقت کرد و مشخص شد که باکره است. کنروی، خانواده هاستینگز و مخالفان توریز یک کارزار مطبوعاتی ترتیب دادند، که خبر از همکاری ملکه در گسترش شایعات دروغین دربارهٔ لیدی فلورا می‌داد. هنگامی که لیدی فلور در ماه ژوئیه درگذشت، پس از کالبد شکافی، تومور بزرگی بر روی کبد او مشاهده شد که باعث بزرگ شدن شکم او شده بود.
در سال ۱۸۳۹ ملبورن استعفا داد، هنگامی که تندروها و محافظه کاران (ویکتوریا از هر دو طرف متنفر بود) به قانونی رای دادند که قانون اساسی جامائیکا را به حالت تعلیق درآورد، و قدرت سیاسی را به صاحبان کارخانه‌هایی که مخالف لغو برده داری بودند، داده شد. ملکه، «رابرت پیل» از حزب توریز، را مأمور تشکیل کابینه جدید کرد. اما خیلی زود به دلیل «بحران بانوان دربار»، با او دچار اختلاف شد. در آن زمان، مرسوم بود که نخست‌وزیر همنشین‌ها و بانوان دربار را که با ملکه بودند منصوب کند و معمولاً همه آنها را از، متحدین سیاسی وی و همسران آنها بودند ، انتخاب می‌کرد. بسیاری از خانمها همسران اعضای حزب ویگ بودند و پیل می‌خواست آنها را با همسران اعضای حزب توری جایگزین کند. ویکتوریا، به توصیه لرد ملبورن، به صراحت با عزل خانمها از سمت خود اعتراض کرده و این کار را انجام نداد، زیرا بسیاری از آنها دوستان نزدیک ملکه بودند. پیل احساس کرد که نمی‌تواند تحت محدودیت‌هایی که ملکه به او تحمیل کرده است حکومت کند و سرانجام از سمت نخست‌وزیری استعفا داد و راه را برای بازگشت لرد ملبورن به قدرت باز کرد.

## مرگ

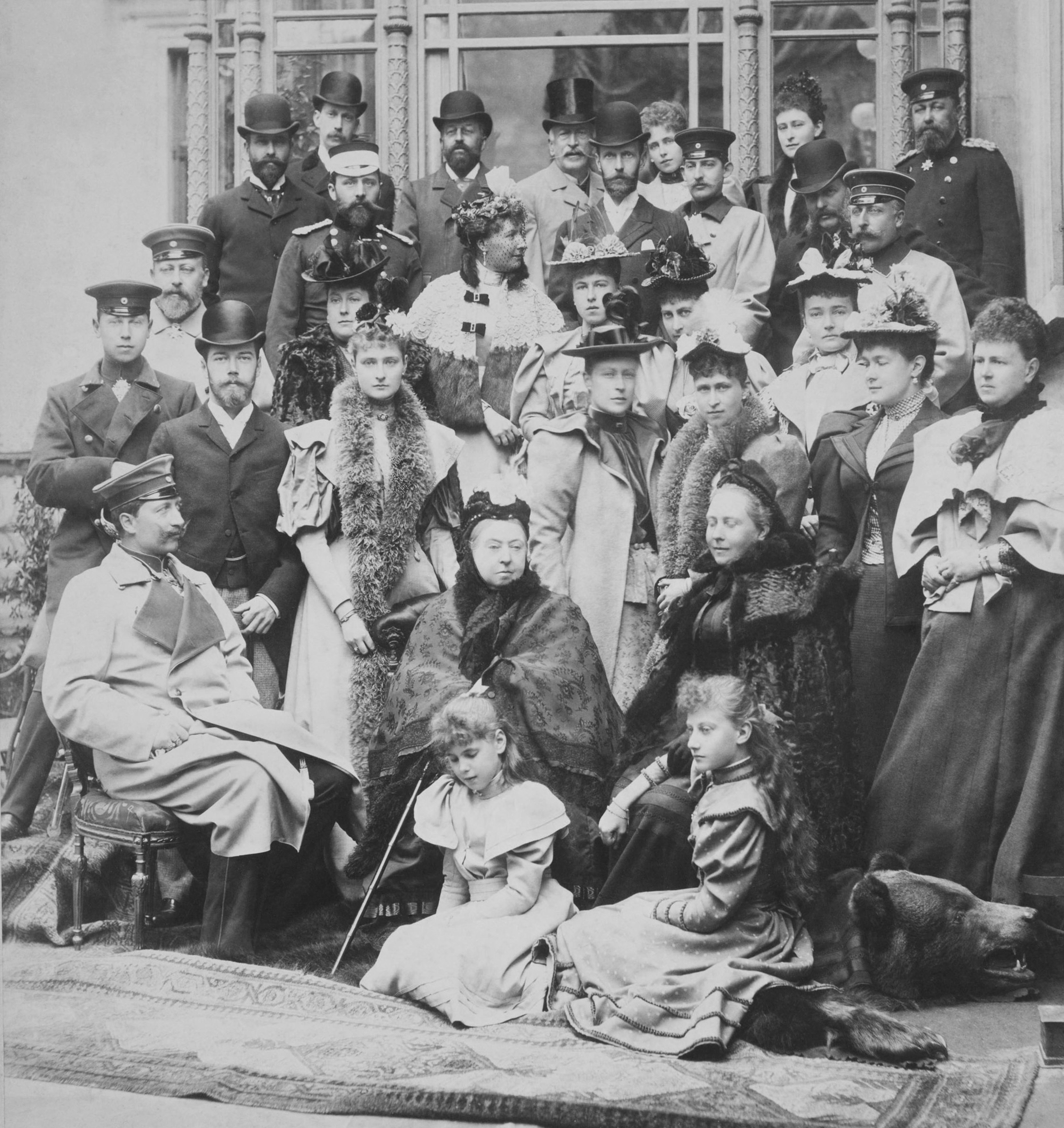
نگاره‌ای از اعضای دودمان سلطنتی زاکسن-کوبورگ و گوتا در کنار همسران‌شان در کاخ ادینبورگ در کوبورگ، ایالت بایرن و مربوط به جشن عروسی پرنسس ویکتوریا ملیتا از زاکسن-کوبورگ و گوتا (en) و دوک بزرگ ارنست لودویگ از دوک‌نشین بزرگ هسن به تاریخ ۱۹ آوریل ۱۸۹۴ میلادی. در این عکس خانوادگی، ملکه ویکتوریا از پادشاهی متحد بریتانیای کبیر و ایرلند و امپراتریس هند، در کنار نوه‌اش قیصر ویلهلم دوم از امپراتوری آلمان حضور دارد. در نگاره، شاهزاده نیکُلای دوم از دودمان رومانوف، که بعدها تزار روسیه، پادشاه لهستان و دوک بزرگ فنلاند شد نیز حضور دارد که از طریق همسرش، آلکساندرا فیودوروفنا که دختر شاهدخت آلیس و نوهٔ ملکه ویکتوریا بود، با این خانواده وصلت کرده بود. این پیوندهای خانوادگی نشان‌دهندهٔ نفوذ و تأثیرگذاری ملکه ویکتوریا بر پادشاهی‌های مختلف اروپا در آن دوره است، چرا که بسیاری از اعضای خانواده سلطنتی در کشورهای مختلف اروپایی با اعضای دودمان زاکسن-کوبورگ و گوت پیوند خانوادگی برقرار کرده بودند.

در ژوئیه ۱۹۰۰، پسر دوم ویکتوریا، آلفرد («آفی») درگذشت. ویکتوریا دربارهٔ مرگ او در ژورنال خود نوشت: «اوه، خدایا! آفی عزیز بیچاره‌ام هم رفت. این سالی وحشتناک است، چیزی به غیر از انواع مختلف غم و وحشت نداشته است.»

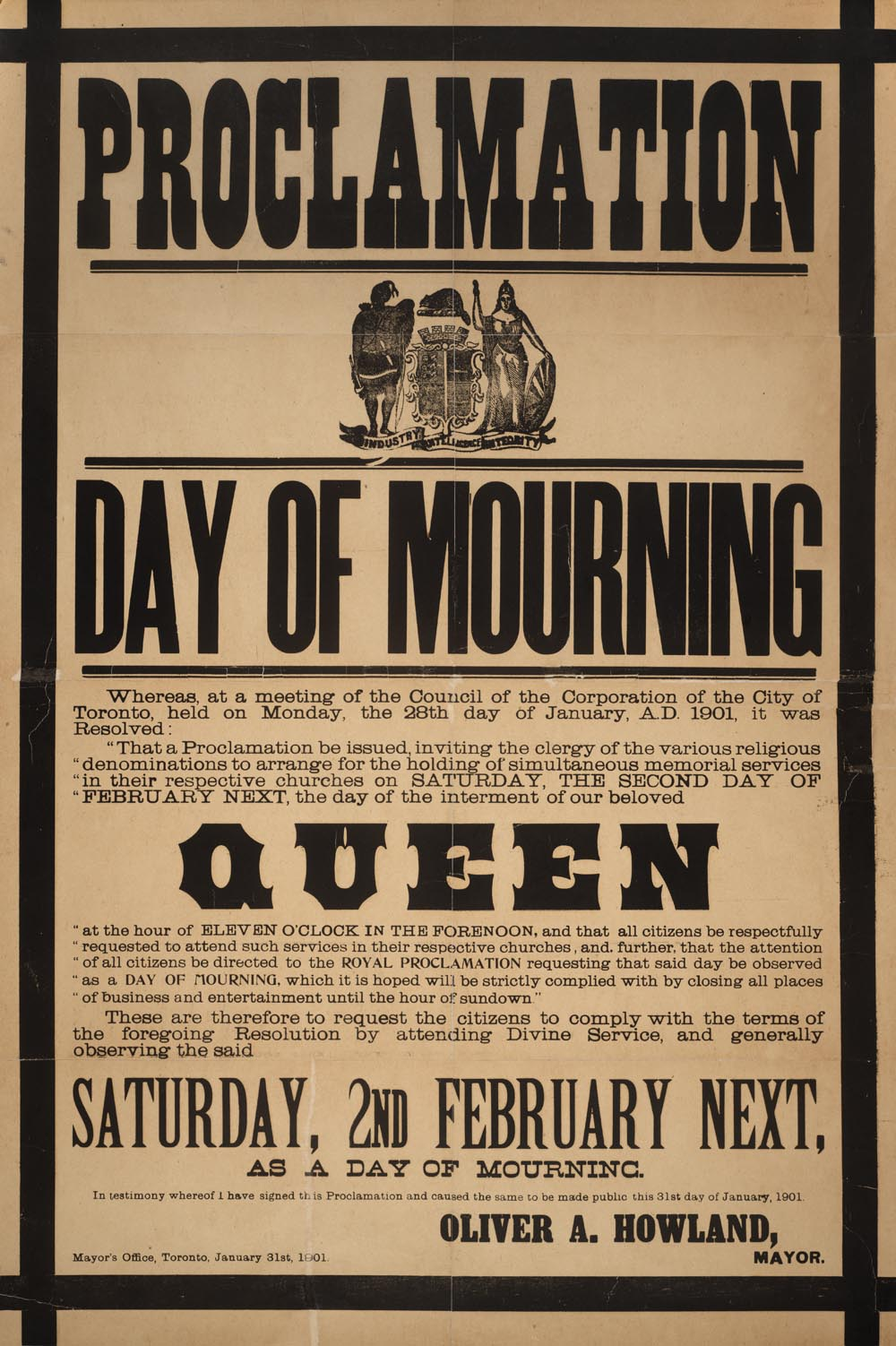
پوستری در تورنتو و اعلام یک روز عزاداری به مناسبت مرگ ویکتوریا

ویکتوریا مانند دیگر سال‌های دوران بیوگی خود، کریسمس ۱۹۰۰ را در خانه آزبورن در جزیره وایت گذراند. روماتیسم پاهایش را لنگ و آب‌مروارید بینایی‌اش را ضعیف کرده بود. از اوایل ژانویه، احساس «ضعف و ناخوشی» می‌کرد و تا اواسط همان ماه «خواب آلود… مبهوت [و] گیج» شده بود. او در سه شنبه ۲۲ ژانویه ۱۹۰۱، ساعت شش و نیم عصر، در سن ۸۱ سالگی درگذشت. پسر و جانشینش شاه ادوارد هفتم، و نوه بزرگش امپراتور ویلهلم دوم، در بستر مرگ کنار او بودند. توری، حیوان خانگی مورد علاقه‌اش، را به عنوان آخرین خواسته ویکتوریا در بستر مرگ در کنار او گذاشتند.
ویکتوریا با ۶۳ سال، هفت ماه و دو روز سلطنت تا ۹ سپتامبر ۲۰۱۵ طولانی‌ترین سلطنت تاریخ بریتانیا و طولانی‌ترین سلطنت یک ملکه حاکم در تاریخ جهان را داشت؛ در آن تاریخ الیزابت دوم، نبیره ویکتوریا، از او پیشی گرفت. ویکتوریا آخرین فرمانروای بریتانیا از دودمان هانوفر بود. پسر و جانشین او ادوارد هفتم به سلسله سکس-کوبرگ و گوتا (سلسله شوهر ویکتوریا) تعلق داشت.

## نگارخانه

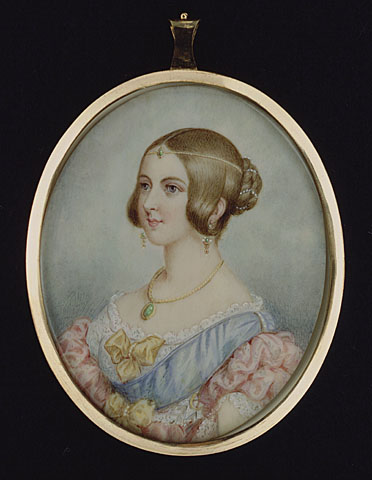
در جوانی
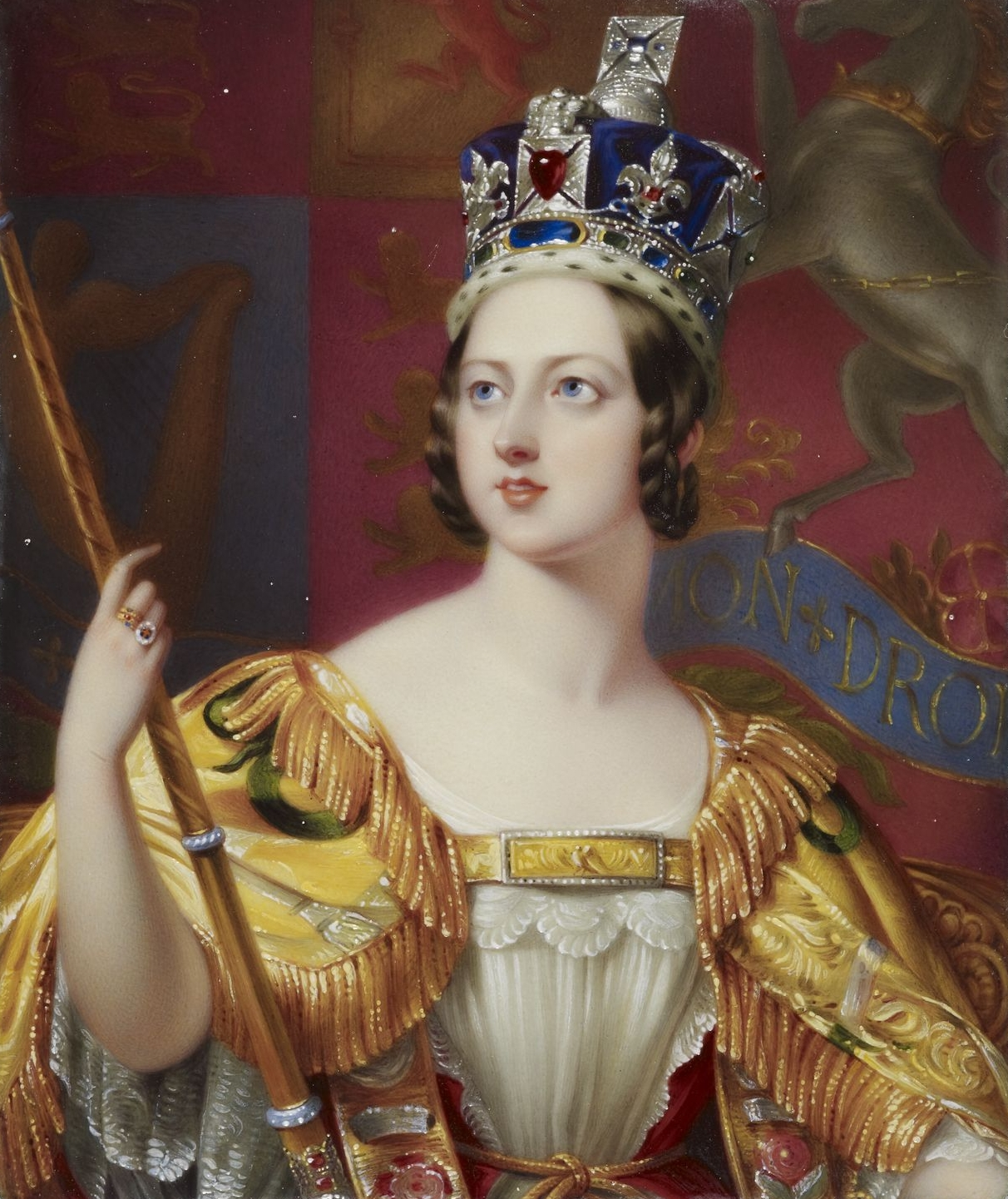
تاج‌گذاری
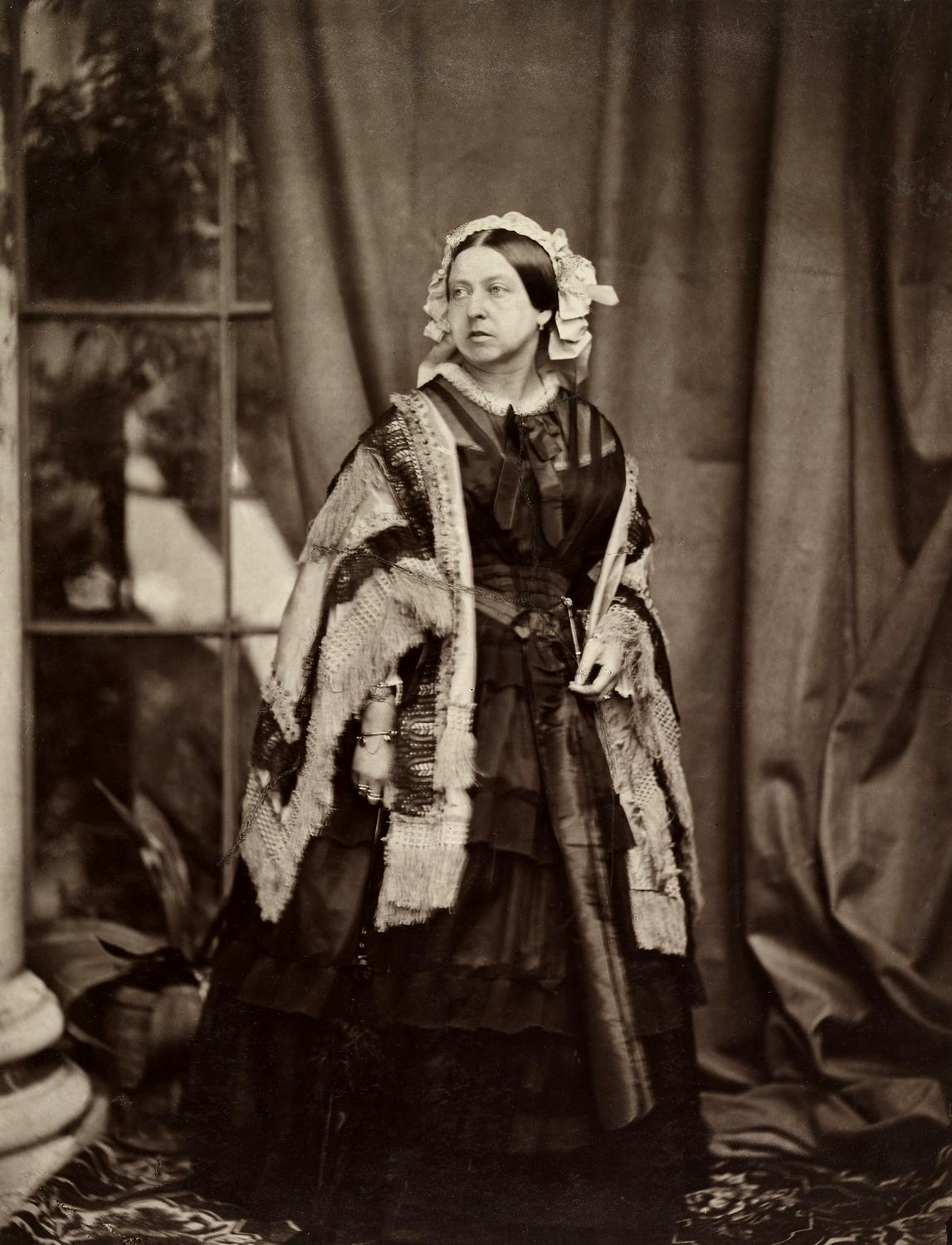
در میانسالی